# کیوب‌اسمارت
کیوب‌اسمارت (انگلیسی: CubeSmart) شرکت املاک آمریکایی است، که در سال ۲۰۰۴ تأسیس شد.